# Заячья гора
Заячья гора́ (Зай-гора) — гора в Свердловской области, на северо-западе Нижнего Тагила. Расположена на берегу реки Тагил. Представляет собой пологую возвышенность местами с крутыми обрывами, с небольшими зарослями кустарника и сосновыми, берёзовыми, осиновыми и липовыми рощами. Большая территория поверхности горы — пустыри, поросшие бурьяном. Вокруг горы находится несколько предприятий города и несколько небольших жилых кварталов и коллективный сад «Зайгора». Вся эта местность и жилой район также названы Зайгора по названию горы.